# Pollenia consanguinea
Pollenia consanguinea är en tvåvingeart som beskrevs av Dear 1986. Pollenia consanguinea ingår i släktet vindsflugor, och familjen spyflugor. Inga underarter finns listade i Catalogue of Life.